# Christian Schoppik
Christian Schoppik (* 31. Januar 1965 in Kelheim) ist ein deutscher Ministerialbeamter. Er ist seit 2022 Ministerialdirektor im Bayerischen Staatsministerium für Familie, Arbeit und Soziales.

## Leben

### Ausbildung
Christian Schoppik erlangte das Abitur 1984 am Donau-Gymnasium Kelheim. Anschließend leistete er von 1984 bis 1994 den Zivildienst und studierte Lehramt an Gymnasien in Deutsch und Geschichte als Stipendiat der Studienstiftung des deutschen Volkes. Er legte das Erste und Zweite Staatsexamen ab.

### Laufbahn
Schoppik lehrte im Anschluss von 1994 bis 1996 als Studienrat an verschiedenen Gymnasien. Im Jahr 1996 wechselte er als Referent im Referat für Staats- und Gesellschaftspolitik in die Bayerische Staatskanzlei, wo er 1998 die Leitung desselben Referates übernahm. Er wurde 2006 Leiter des Planungsstabes der CSU und betreute in dieser Funktion die Grundsatzkommission unter dem Vorsitzenden Alois Glück und wirkte bei der Erarbeitung eines neuen Grundsatzprogrammes mit.
Schon 2008 kehrte er in seine vorherige Position in die Staatskanzlei zurück und stieg dort 2010 zum Leiter der Abteilung für Grundsatzfragen, Planung und Kommunikation auf. Danach war er von 2018 bis 2022 im Amt eines Ministerialdirigenten Leiter der Abteilung für die Hochschulen für angewandte Wissenschaften, Technischen Hochschulen und Regionalisierung im Bayerischen Staatsministerium für Wissenschaft und Kunst.
Am 15. März 2022 wurde Schoppik unter Staatsministerin Ulrike Scharf (CSU) zum Ministerialdirektor im Bayerischen Staatsministerium für Familie, Arbeit und Soziales ernannt.
Er ist verheiratet und hat ein Kind.